# Potentilla nevadensis
Potentilla nevadensis är en rosväxtart som beskrevs av Pierre Edmond Boissier. Potentilla nevadensis ingår i Fingerörtssläktet som ingår i familjen rosväxter. Inga underarter finns listade i Catalogue of Life.